# Acridotarsa mylitis
Acridotarsa mylitis är en fjärilsart som beskrevs av Edward Meyrick 1893. Acridotarsa mylitis ingår i släktet Acridotarsa och familjen äkta malar. Inga underarter finns listade i Catalogue of Life.